# Иоанн Актуарий
Иоанн Актуарий, сын Захария (лат. Joannes Zacharias Actuarius; ок. 1275 года — после 1328 года) — главный придворный врач (актуарий) византийского императора Андроника II Палеолога, учёный-медик, оставивший печатные труды на медицинские темы.

## Учёная деятельность
Был последним выдающимся греческим врачом; замыкал собой историю древних школ, которым не следовал слепо, но передавал их знания в своих сочинениях как самостоятельный мыслитель и наблюдатель. Опираясь в теории на древних, преимущественно на Галена, Аэция (ок. 502—575) и Павла Эгинского, Иоанн на практике значительно от них уклонился. Его фармакология и терапия стоят посредине между греческими и арабскими учениями, хотя в его произведениях нет прямых указаний на знакомство с трудами арабских врачей. Гекер (Hecker), посвятивший Иоанну подробную статью в своей «Истории медицины» («Geschichte der Heilkunde», Берлин, 1822—1829), завершает её так: «его психологическое произведение составляет последний замечательный памятник греческой науки. Уже современники Иоанна не понимали его; в следующем за ним столетии история уже не отметила ни одного замечательного греческого врача».

## Издания
- Его главное сочинение — руководство по практической медицине — было напечатано в латинском переводе с греческого подлинника под заглавием «Actuarii Ioannis, filii Zachariae, Metodi medendi Libri VI» (Венеция, 1554)[2].
- Другое сочинение — об уроскопии — было напечатано под заглавием «De urinis libri VII» (Париж, 1548; и Утрехт, 1680). Выдержки из этих двух сочинений в разное время печатались отдельно[2].
- Ещё одно сочинение — психологическое, излагавшее учение пневматиков — издавалось в греческом подлиннике (Περὶ ἐνεργειῶν καί παθῶν τοῦ ψυχικοῦ πνεύματος καί τῆς κατ'αὐτὸ διαίτης) и латинском переводе (De actionibus et affectibus spiritus animalis ejusque nutritione)[2].

Одно из своих сочинений Иоанн посвятил Апокавку, византийскому вельможе, отправленному Адроником Палеологом-Старшим в Россию с посольством.